# Los Índios Tabajaras
Los Indios Tabajáras waren ein brasilianisches Gitarristenduo, das in den 1960er Jahren mit dem Gitarreninstrumental María Elena einen weltweiten Hit hatte.

## Bandbiografie
Die beiden Brüder Muçaperê und Erundi, zwei Söhne einer großen Häuptlingsfamilie, gehörten zu den Tabajara, einem Stamm der indianischen Ureinwohner, die im äußersten Nordosten Brasiliens in der Nähe von Cariré im Bundesstaat Ceará leben. In ihrer Jugend kamen sie zu einer Gitarre und brachten sich selbst bei, darauf ihre traditionelle Musik zu spielen. Sie beschlossen, die 2000 km quer durchs Land in die Metropole Rio de Janeiro zu reisen, um dort mit ihrer Musik ihr Glück zu versuchen. Tatsächlich wurden sie dort von einem Theateragenten entdeckt, der sie managte und ihnen Konzertauftritte und ab 1943 auch einen Plattenvertrag verschaffte. Beide nahmen gebräuchlichere brasilianische Namen an, firmierten als Duo allerdings unter dem spanischsprachigen Namen Los Indios Tabajaras.
Sechs Jahre lang tourten sie durch Südamerika. Dann gingen sie nach Mexiko, wo sie nicht nur längere Zeit auftraten, sondern sich auch Gitarrenlehrer suchten, um ihr Gitarrenspiel zu perfektionieren und ihr Repertoire auch in Richtung klassischer Musik zu erweitern. In den 1950ern folgten Auftritte in Nord- und Südamerika und eine große Europatour.
Ende der 1950er Jahre nahmen die beiden Brüder in Mexiko auch mehrere Alben auf, von denen über das Kleinlabel Vox auch einige in den USA erschienen. Ihre Single María Elena war zwar 1958 noch kein großer Erfolg, verkaufte sich aber stetig. Der Titel war 1933 vom Mexikaner Lorenzo Barcelata als Hommage an die damalige Gattin des Präsidenten Pontes Gil komponiert worden und 1941 bereits in einer gesungenen Big-Band-Version von Jimmy Dorsey ein Millionenseller und Nummer-1-Hit in den USA gewesen. 1962 beschloss dann ihr Label RCA, bei dessen mexikanischem Ableger sie unter Vertrag standen, ihre instrumentale Gitarrenversion in den USA groß herauszubringen. Die Single wurde überraschenderweise ein großer Erfolg und erreichte die Top 10 der US-Charts. Die folgende Veröffentlichung in Europa und anderen Ländern brachte ihnen nochmal etliche Top-10-Platzierungen ein, unter anderem in Großbritannien und Australien.
Während Los Indios Tabajaras in den meisten Ländern in den Charts ein One-Hit-Wonder blieben, erlangten sie in den USA größere Popularität. Ihr Album María Elena landete in den Top 10 der Albumcharts, des Weiteren gelang ihnen mit Always in My Heart ein kleinerer Hit.
Ende der 1960er Jahre siedelten sie von Brasilien in die USA um,  wo sie bis in die 1980er Jahre weitere Alben veröffentlichten. Antenor Lima zog sich später aus der Musik zurück und verstarb 1997. Der 1918 geborene Bruder Nato machte noch bis in die 2000er Musik zusammen mit seiner Frau, der japanischen Gitarristin Michiko Mikami, die er 1971 in Tokio geheiratet hatte. Natalício „Nato“ Lima verstarb am 16. November 2009.

## Bandmitglieder
- Muçaperê / Musaperi, später Antenor Moreyra Lima
- Erundi / Herundy, später Natalício Moreyra Lima

## Diskografie
Alben
- Maria Elena (1963)
- Always in My Heart (1964)
- Mellow Guitar Moods
- The Many Splendored Guitars of Los Indios Tabajaras (1965)
- Beautiful Sounds (1981)
- Born to Please (1991)
- The Joy of playing (1992)
- Stars on the Ground (1993)
- Notable Notes (1995)

Singles
- Maria Elena (1963)
- Always in My Heart (1964)